# (2716) Tuulikki
(2716) Tuulikki ist ein Asteroid des Hauptgürtels, der am 7. Oktober 1939 von dem finnischen Astronomen Yrjö Väisälä in Turku entdeckt wurde.
Der Name des Asteroiden ist von der Göttin Tuulikki aus der finnischen Mythologie abgeleitet und kann mit „kleiner Wind“ übersetzt werden.